# مارگارت هولزر
مارگارت هولزر (به انگلیسی: Margaret Hoelzer) (زادهٔ ۳۰ مارس ۱۹۸۳) شناگر اهل ایالات متحده آمریکا است.